# Nadija Borowśka
Nadija Iwaniwna Prokopuk-Borowśka, ukr. Надія Іванівна Прокопук-Боровська (ur. 25 lutego 1981 w obwodzie wołyńskim) – ukraińska lekkoatletka specjalizująca się w chodzie sportowym, uczestniczka igrzysk w Pekinie, a także igrzysk olimpijskich w Londynie (2012) i Rio de Janeiro (2016). 

## Życiorys
W 2008 roku w chodzie olimpijskim zajęła 33. miejsce.
Wzięła udział w chodzie na 20 kilometrów w czasie igrzysk w 2012 roku. Z czasem 1:30,03 zajęła 16. miejsce w końcowej klasyfikacji. 
Na swoich trzecich igrzyskach olimpijskich, także w chodzie na 20 km, zajęła 19. miejsce.
Nadieżda Borowska zdołała pobić nowy rekord Ukrainy w mistrzostwach w chodzie wyścigowym. Pokonała 35 km w 2 godziny 51 min 59 sekund i zdobyła srebrny medal w 2021.